# Médias à Cuba
Les médias à Cuba sont sous le contrôle des autorités cubaines. Néanmoins quelques médias, financés par l’étranger, échappent à la censure de l’État.

## Médias officiels

### L’agence de presseLatin
L'Agence de presse Latin, ou « Prensa Latina » en espagnol : l'agence de presse internationale officielle de l'État de Cuba, créée le 9 avril 1959 pour parler de l'Amérique latine aux Latino-Américains.
L'Agence de presse Latin se veut « la voix du tiers-monde ». Elle revendique l'envoi de 400 dépêches d'information chaque jour et une expérience dans la télévision depuis deux décennies, sous le sigle « PLTV ».

### Journaux nationaux
- Granma (journal) : journal officiel du Parti Communiste, quotidien d’information à diffusion nationale.
- Granma Internacional : journal hebdomadaire qui reprend les nouvelles du  Granma. Granma International est distribué dans 76 pays et édité dans quatre langues : espagnol, anglais, portugais et français. Avec un tirage de 50 000 exemplaires, dont 20 000 destinés à l’étranger, Granma International effectue des réimpressions dans 6 pays : Canada, Venezuela, Brésil, Argentine et France[2].
- Trabajadores
- Juventud Rebelde
- Notinet de Cuba
- Cubaweb
- Miami 5
- Antiterroristas
- LatinCuba
- El Economista de Cuba
- ProyectoWeb
- Cubadebate
- La Jiribilla
- Aduana

### Journaux provinciaux
- Tribuna de La Habana
- 5 de Septiembre
- Invasor
- Sierra Maestra
- Vanguardia
- 26 Digital
- Ahora
- Victoria
- Adelante
- Girón
- Escambray
- El Habanero
- La Demajagua
- Venceremos
- Guerrillero

### Revues
- Opciones : journal hebdomadaire rattaché à la maison d’édition Juventud Rebelde de l’UJC (Union de la Jeunesse Communiste). Opciones est un journal qui cible essentiellement le monde des affaires. Il est tiré à 5 000 exemplaires et présent sur 10 lignes aériennes.
- Bohemia
- Mujeres
- La Letra del Escriba
- Prisma
- Marcas
- Cine Cubano
- Giga
- La Gaceta de Cuba
- Mar y Pesca
- Temas
- Zun Zun
- Cuba Internacional
- Revista Cubana de Alimentación y Nutrición
- Avances Médicos de Cuba
- Ciencias de la Información
- Negocios en Cuba
- Contracorriente
- Salsa Cubana
- Alma Mater
- Somos Jóvenes
- Juventud Técnica
- Caimán Barbudo
- Pionero
- Esquife
- Biotecnología Aplicada
- Energía y Tú

### Télévision
Il existe deux chaînes généralistes : Cubavision et Tele Rebelde ; une chaîne culturelle double (Canal Educativo 1 & Canal Educativo 2) et une chaîne câblée (Cubavision Internacional) (dans les hôtels, pour les entreprises étrangères et les diplomates ainsi que les résidents étrangers) qui propose une sélection de programmes cubains et nord-américains (CNN, CBS, ABC...).

### Radio
Il y a une radio internationale : Radio Habana Cuba.
Principales radios nationales :
- Radio Reloj
- Radio Rebelde
- Radio Habana Cuba
- Radio Enciclopedia
- Radio Progreso ("La onda de la alegría").

Radios locales :
- Radio Ciudad de La Habana
- Radio Metropolitana
- Tiempo 21
- Radio Cadena Habana
- Radio Sancti Spíritus
- CMHW Villa Clara
- Radio Ciudad del Mar
- CMKC
- Radio Coco
- Radio Taíno Holguín.

## Médias en exil

### Presse écrite
- Encuentro de la Cultura Cubana, à Madrid (internet et version papier)
- Linden Lane Magazine, à Fort Worth, Texas (internet et version papier)
- Sinalefa, à New York (version papier seulement)
- La Primavera de Cuba, en Suède (internet et version papier)
- Misceláneas de Cuba, en Suède (internet et version papier)
- Cubanet, à Miami (internet et version papier)
- Revista Hispano Cubana, à Madrid (internet et version papier)
- Diario Las Américas, à Miami (journal en espagnol le plus ancien des États-Unis)
- El Nuevo Herald, à Miami (journal offrant de nouvelles et d'analyses sur Cuba)
- El Ateje, à Miami (revue littéraire des Cubains exilés en internet)
- Baquiana, à Miami (revue littéraire des Cubains en exil et des auteurs latino-américains)
- Decir del Agua, à Miami (revue de poésie par internet des Cubains en exil)
- Arique, au Chili (revue de poésie par internet des Cubains en exil)
- La Habana Elegante, à Arlington, Virginie, États-Unis (revue littéraire en internet des Cubains en exil)
- Cuba Nuestra, en Suède (internet et version papier)
- Libre, à Miami (journal, internet et version papier)
- El Veraz, à San Juan de Porto Rico (journal en internet des exilés cubains à Porto Rico)
- Vitral, à Pinar del Río, Cuba (l'une des rares publications indépendantes à l'intérieur de l'île publiée par le Diocèse de Pinar del Río)
- Enepecé, à Miami (en papier et dans le site internet de Nueva Prensa Cubana)
- Herencia, à Miami (revue de sauvegarde du patrimoine culturel cubain)

### Maisons d'édition
- Aduana Vieja, à Valence, Espagne, dir. Fabio Murrieta
- Verbum, à Madrid, Espagne, dir. Pío Serrano
- Colibrí, à Madrid, Espagne, dir. Victor Batista Falla
- Ed. Universal, à Miami, États-Unis, dir. Juan Manuel Salvat
- Playor, à Madrid, Espagne, dir. Carlos Alberto Montaner
- Ed. Plaza Mayor, à San Juan de Puerto Rico, dir. Patricia Gutiérrez-Menoyo
- Ego Group, à Miami, dir. Orlando Coré

### Télévision
- Tele Martí, émis depuis Miami.
- Canal 41 AmericaTV, depuis Miami. Actualité cubaine, divertissements, émissions de débat politique (ex. A mano limpia, avec Oscar Haza)
- Canal 22 Mega TV, depuis Miami. Actualité cubaine et d'autres thèmes. Émission Polos opuestos sur politique cubaine, présentée par María Elvira Salazar.

### Radio
- Radio Martí
- WQBA 11.40 FM
- Radio Mambí 710 AM
- Radio Cadena Azul
- Radio República
- La Kalle 98.3 FM
- Clásica 92.3 FM

## Autres médias
En 1996, Cuba s’est ouverte à des réseaux informatiques de portée mondiale, dont internet.
Les Cubains ont accès seulement à un système d'internet surveillé : l'intranet, dont la fonction est d'empêcher que depuis le réseau national la population puisse se connecter sur les sites censurés et sur la presse internationale.
L'encyclopédie en ligne EcuRed a été créée par les autorités cubaines en 2010.

### Presse indépendante
Les médias indépendants cubains sont reconnus à l’extérieur de Cuba. Ainsi en 2017 le prix Gabo est attribué à El Estornudo, en 2018 un prix espagnol dans l'environnement est reçu par Periodismo de Barrio, El Toque reçoit un prix du journalisme en ligne.

## Libertés de la presse et des médias
En 2016, le pays est classé 171e sur 180 par Reporters sans frontières pour le peu de liberté qui y est laissé à la presse (l'organisation déclarant par ailleurs que Cuba est « le pire pays d'Amérique latine en matière de liberté de la presse », avec des arrestations abusives, des menaces, des campagnes de dénigrement, des confiscations de matériel, des fermetures de site web ou encore un arsenal de lois restrictives), mais l'objectivité de cette organisation est contestée par certains comme Rony Brauman. Cependant, d'autres organisations font le même constat que RSF : en 2008, Cuba est ainsi le second pays au monde avec le plus de journalistes emprisonnés selon le Comité pour la protection des journalistes (basé à New York, États-Unis), qui fait du pays le quatrième pire pays pour le traitement des blogueurs. Guillermo Fariñas a fait une grève de la faim de quatre mois contre la censure de l'Internet. Amnesty International écrit pour sa part que tous les médias sont aux mains du pouvoir et que cela rend impossible toute expression d'une voix dissidente ; l'ONG des droits de l'homme y est par ailleurs interdite depuis 1990.
Capter les chaînes étrangères de télévision resterait interdit par le gouvernement,. La publicité est toujours interdite à Cuba. La vente des ordinateurs aux particuliers était très limitée jusqu'en mai 2008, et les cybercafés qui affichaient des tarifs prohibitifs sont maintenant à des tarifs raisonnables. En effet Cuba n’a pas pu se connecter aux câbles américains passant à quelques dizaines de kilomètres au large de la Havane à cause de l’embargo impliquant des surcoûts prohibitifs de connexion internet par satellite. Un câble de fibre optique reliant Cuba au Venezuela sera opérationnel courant 2011, multipliant la capacité de connexion de l'île par 3 000. Selon RSF, les connexions ne permettent pas d'accéder aux sites étrangers tandis que l'accès à internet serait soumis à autorisation,. Ainsi, Freedom House, une ONG américaine, classe Cuba comme pays dernier pour sa liberté d'expression sur Internet, en dessous de l'Iran ou de la Chine. L'ONG écrit ainsi : « Le seul accès à Internet disponible pour la plupart des Cubains passe par les courriels, mais ceux-ci sont tous analysés par l'État ». Salim Lamrani conteste les accusations portées contre Cuba sur la censure d'Internet, affirmant que, selon les rapports de Reporters sans frontières, des blogueurs opposés au gouvernement publient régulièrement des articles depuis Cuba, et que ces articles sont lus par beaucoup de Cubains, ce qui serait selon lui impossible s'ils n'avaient réellement pas accès à Internet.
Cuba a longtemps détenu le taux d'accès à Internet le plus bas d'Amérique latine. Toutefois, le gouvernement a expliqué cette déficience par des raisons pratiques et énergétiques découlant de l'embargo (contraignant Cuba à se connecter par satellite, ce qui multiplie les coûts) plutôt que par des choix politiques. Seulement 5 % des foyers pouvant naviguer sur Internet, Amnesty International déclare que naviguer sur le web dans le pays est « censuré ». Par ailleurs, il était interdit jusqu'en 2008 de posséder un ordinateur personnel ou un lecteur DVD, ce qui explique qu’en avril 2013, Radio France internationale se faisait écho de ce « record ». En 2014, dans le cadre de l'allègement de l’embargo, le gouvernement américain lève partiellement l'interdiction faite à Google de proposer ses programmes à Cuba.
De 2014 à 2016, les performances technologiques et le taux de pénétration de 30% d’Internet à Cuba étaient en augmentation selon les données de l'Union internationale des télécommunications. Le 6 décembre 2018, l'opérateur Etesca lance l'internet mobile.
Cuba a développé sa propre encyclopédie en ligne, EcuRed, dont le but est de présenter le point de vue du décolonisateur. En 2013, Twitter a fermé le compte d'EcuRed ainsi que tous les comptes ayant des adresses IP liées au Joven Club de Computación y Electrónica.
En 2020, Reporters sans Frontières cite à nouveau Cuba au 171e rang de la liberté de la presse et déplore son élection au Conseil des droits de l'homme des Nations unies.